# Joseph Anton Feuchtmayer
Joseph Anton Feuchtmayer (aussi Feichtmair ou Feichtmayer, baptisé le 6 mars 1696 à Linz, mort le 2 janvier 1770 à Mimmenhausen près de Salem) est un sculpteur et graveur allemand. Ses œuvres rococo, notamment en stuc, se trouvent principalement dans le sud de l'Allemagne, le lac de Constance et en Suisse.

## Biographie
Joseph Anton appartient à la grande famille d'artistes Feuchtmayer, issus de l'École de Wessobrunn.
Joseph Anton est mentionné comme sculpteur compagnon à Augsbourg en 1715 et Weingarten en 1718. Après la mort de son père cette même année, il reprend son atelier à Mimmenhausen et réalise comme lui de nombreuses commandes pour les édifices religieux comme l'abbaye de Salem.
Sa principale influence est le stucateur nord-italien Diego Francesco Carlone (en) auprès duquel il apprend la maîtrise de cette matière en 1721.
L'œuvre la plus connue de Joseph Anton Feuchtmayer est le Honigschlecker (de), un putto dans l'église de Birnau.

## Œuvre (sélection)

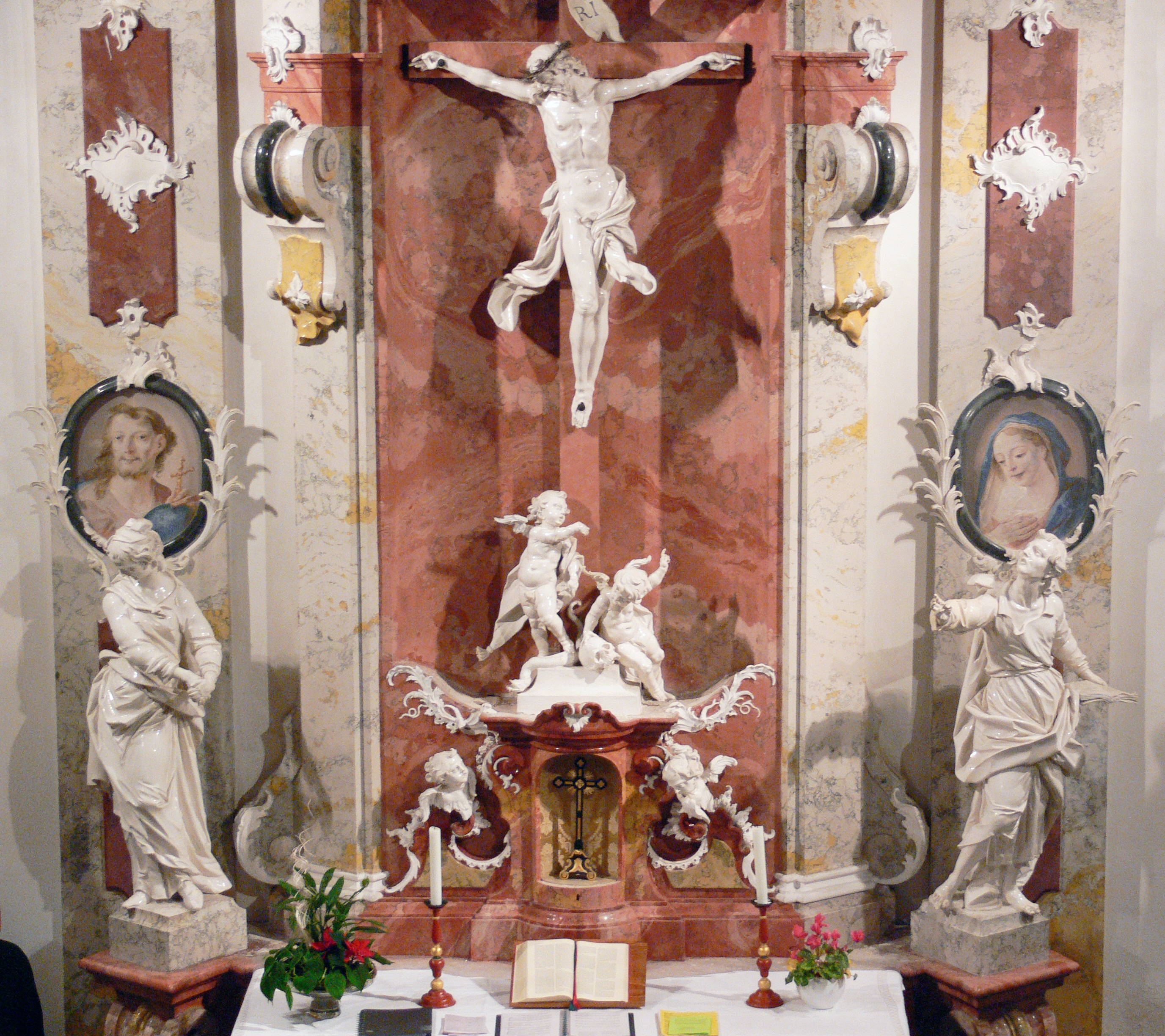
Autel du

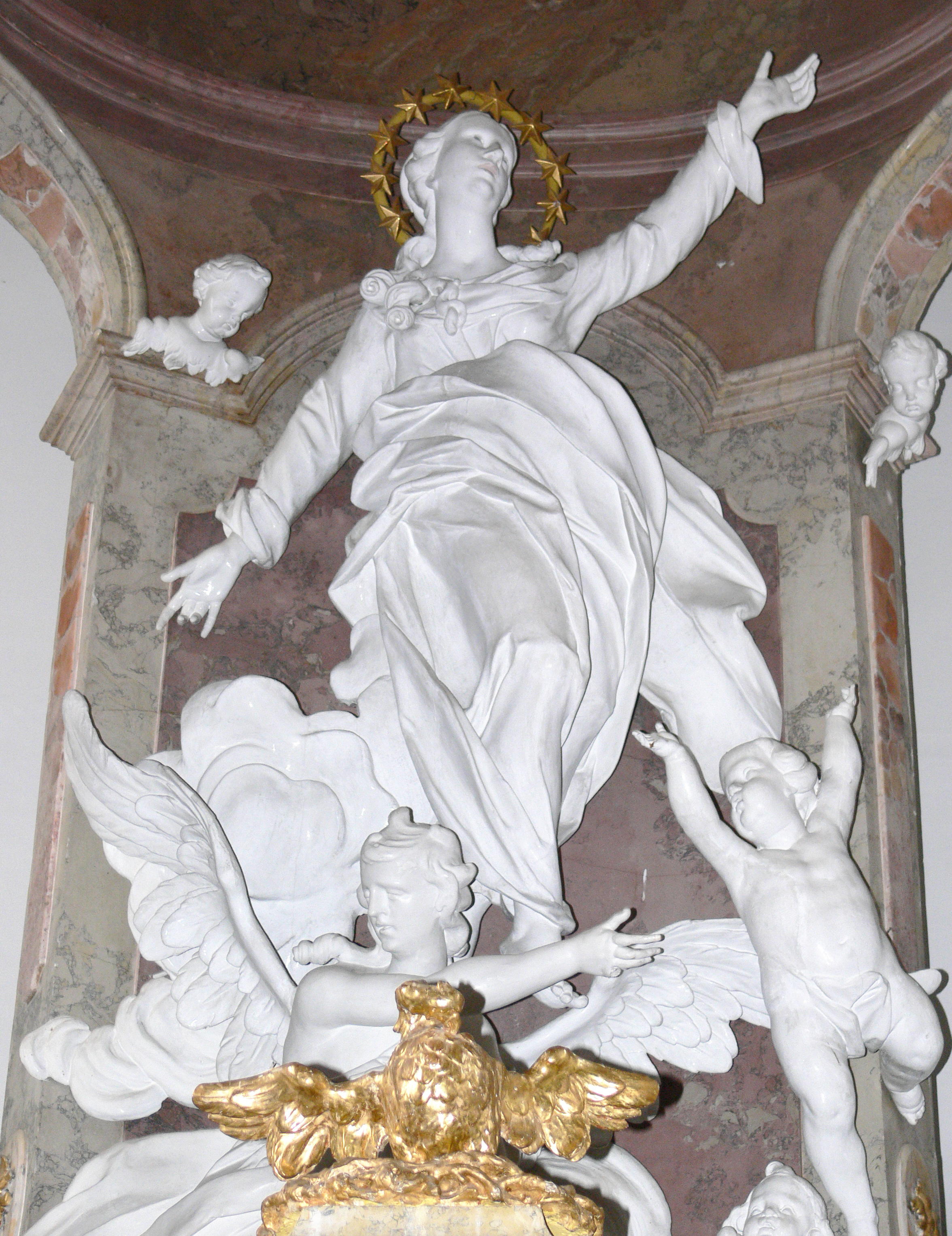
Vierge de l'autel du château de Zeil.

- 1720-1724 : Stucs pour l'abbaye de Weingarten.
- 1720 : Neues Schloss (Meersburg) (de).
- 1721 : Abbaye de Salem.
- 1725 : Château de Kisslegg : huit sibylles pour l'escalier principal.
- 1730 : Abbaye Saint-Pierre dans la Forêt-Noire
- 1737-1738 : Chapelle du château de l'île de Mainau.
- 1740 : Église St. Verena de Bad Wurzach.
- 1740 : Abbaye territoriale d'Einsiedeln.
- 1741-1743 : Chapelle du Neues Schloss (Meersburg) (de).
- 1748 : Käppele de Wurtzbourg.
- 1748-1757 : Église de Birnau.
- 1757 : Château de Rimpach (de), avec Johann Georg Dirr (de).
- 1760 : Église d'Überlingen.
- 1761 : Abbaye de Saint-Gall.
- 1763 : Château de Zeil (de).

## Source, notes et références
- (de) Cet article est partiellement ou en totalité issu de l’article de Wikipédia en allemand intitulé « Joseph Anton Feuchtmayer » (voir la liste des auteurs).